# Airbus A400M

Schets van de Airbus A400M

Vliegbereik (vanuit Parijs) van de Airbus A400M

De Airbus A400M is een militair transportvliegtuig dat ontwikkeld is door Airbus Military. Op 26 juni 2008 rolde het eerste prototype uit de hangar. De eerste testvlucht werd uitgevoerd op 11 december 2009.
Het toestel is door Airbus ontwikkeld naast het Airbus A330 MRTT-tankvliegtuig en is uitgerust met turbopropmotoren. Het kan zowel op een verharde als op een onverharde startbaan landen en opstijgen. Het primaire beoogde gebruik is voor het transport van troepen, vracht of uitrusting van een krijgsmacht.

## Klanten
Het project wordt gefinancierd door acht landen, die samen al 174 toestellen besteld hebben.
| Datum bestelling | Land                | Besteld | Geleverd | Opmerkingen |
| ---------------- | ------------------- | ------- | -------- | --- |
| 27 mei 2003      | Duitsland           | 53      | 46       | Bestelling teruggebracht van 60 naar 53. Duitsland slaagde er niet in 13 toestellen te verkopen en besloot in 2017 de vliegtuigen alsnog zelf te gebruiken. |
| 27 mei 2003      | Frankrijk           | 50      | 24       | |
| 27 mei 2003      | Spanje              | 27      | 14       | Behoefte teruggebracht naar 14 toestellen. De overige 13 zullen te koop worden aangeboden.                                                                  |
| 27 mei 2003      | Verenigd Koninkrijk | 22      | 22       | Bestelling teruggebracht van 25 naar 22. De A400M zal door de RAF Atlas genoemd worden.                                                                     |
| 27 mei 2003      | Turkije             | 10      | 10       | |
| 27 mei 2003      | België              | 7       | 7        | Geplande levering van mei 2020 tot 2022. Door coronapandemie vertraagd naar december 2020 tot januari 2024.                                                 |
| 27 mei 2003      | Luxemburg           | 1       | 1        | Gestationeerd in België (Melsbroek). Levering 9 oktober 2020.                                                                                               |
| 8 december 2005  | Maleisië            | 4       | 4        | 4e toestel geleverd in maart 2017 |
| 1 september 2021 | Kazachstan          | 2       | 0        | Geplande levering 2024 |
| 18 november 2021 | Indonesië           | 2       | 0        | Geplande levering 2026 |
| Totaal:          |                     | 178     | 128      | |

Italië en Portugal hebben zich uit het programma teruggetrokken. Zuid-Afrika heeft zijn bestelling geannuleerd in 2009. Chili tekende een intentieverklaring op 18 juli 2005 voor de levering van drie toestellen tussen 2018 en 2022, maar annuleerde later ook deze bestelling.

## Belgische industriële bijdrage

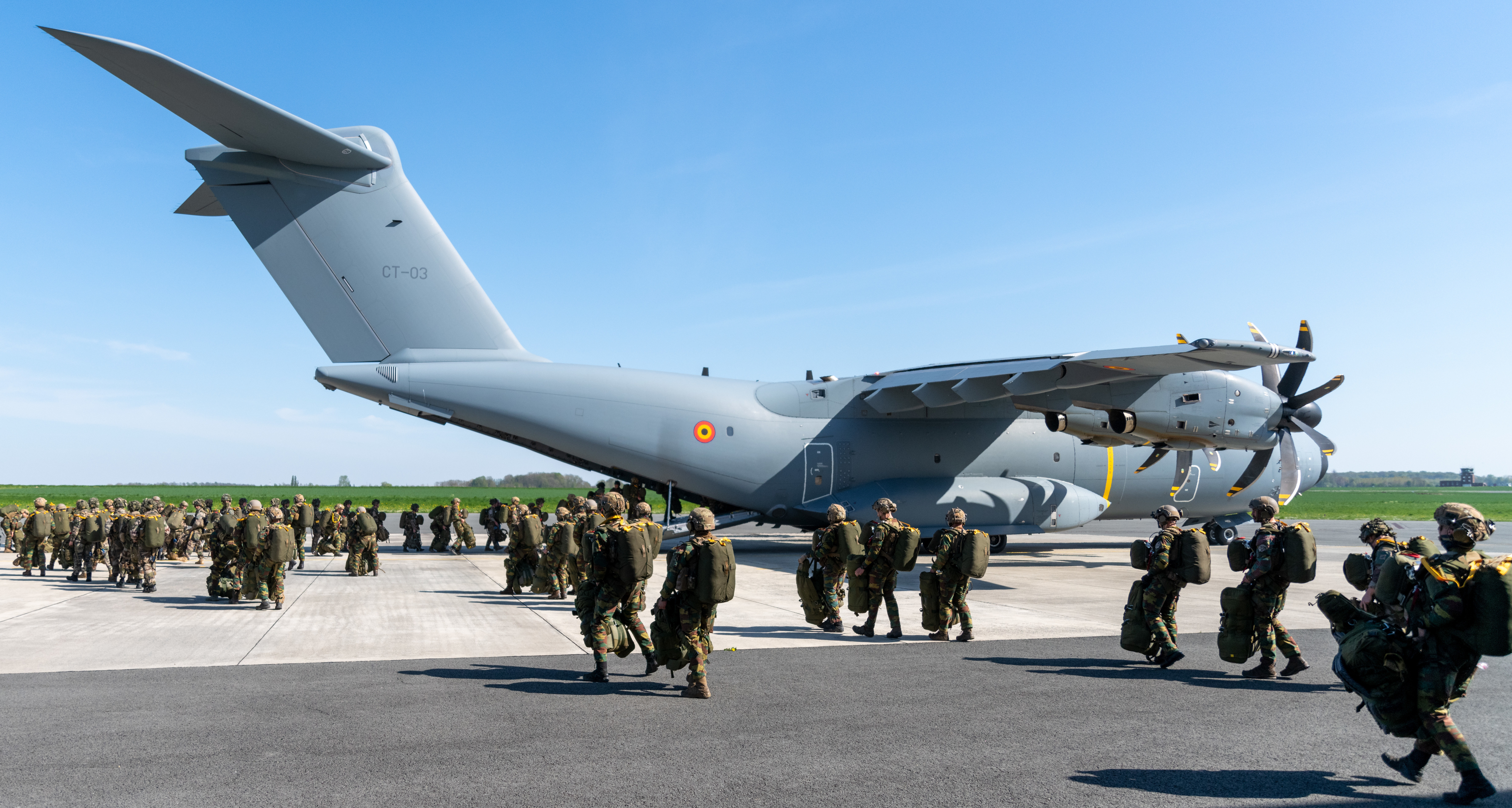
De CT-03, een van de Airbus A400M Atlas toestellen van het Belgisch leger tijdens operatie Nemesis op Vliegbasis Chièvres

De A400M verving in België de C-130 Hercules. Er werden 7 exemplaren besteld en geleverd. Omdat België al van bij aanvang betrokken was bij het A400M-programma, kreeg de Belgische industrie compensaties in de ontwikkeling en de productie van de A400M. Dit gebeurt via Flabel Corporation, waarvan Sabca, Sonaca en Asco Industries de belangrijkste aandeelhouders zijn. Flabel heeft een belang verkregen van 4,4 procent in Airbus Military. Dit stemt ongeveer overeen met het productieaandeel van de groep in de A400M. Sabca levert onder meer de mechanismen van de vleugelkleppen en de composietbekleding van die kleppen.

## Technische gegevens
Afmetingen:
- Lengte: 43,8 m
- Spanwijdte: 42,4 m
- Hoogte: 14,6 m

Afmetingen vrachtruim:
- Lengte: 17,71 m
- Lengte van de laadklep: 5,40 m
- Breedte: 4,00 m
- Hoogte: 3,85 m

Prestaties:
- Kruissnelheid: 680–720 km/h (Mach 0,56 - 0,59)
- Kruishoogte: 8,8 km
- Max. vlieghoogte: 11 km
- Vliegbereik: 1800 km - 5000 km
- Lege massa: 76.500 kg
- Maximale startmassa: 141.000 kg

## Problemen
De eerste A400M werd in augustus 2013 aan het Franse leger geleverd, ruim drie jaar na de oorspronkelijk geplande datum. Dit is onder meer te wijten aan de ontwikkeling van de nieuwe motor. Airbus Military verkoos aanvankelijk zelf de Pratt & Whitney PW180, maar omwille van politieke inmenging werd gekozen voor de nog te ontwikkelen Europrop TP400-D6.
Op 5 november 2010 werd een nieuw contract afgesloten tussen de verschillende landen en Airbus Military. Hierbij lenen België, Frankrijk, Verenigd Koninkrijk, Duitsland, Luxemburg, Spanje en Turkije Airbus 1,5 miljard euro. Het totaal aantal bestellingen werd ook teruggeschroefd van 180 naar 170.

## Ongelukken en incidenten
- 9 mei 2015: Tijdens een testvlucht in Spanje stortte een toestel kort na het opstijgen neer, ongeveer anderhalve kilometer van de luchthaven van Sevilla. Vier mensen kwamen om het leven, er waren twee overlevenden van de crash.[14]